# 新川成貴
新川 成貴（しんかわ なりたか、本名同じ、1976年2月27日 - ）は、日本の音楽家。奈良県大和郡山市出身。血液型AB型。「moopie（ムーピー）」のギタリスト・ソングライター・編曲を担当。

## 略歴
2000年 - moopieのギタリストとして斉藤光浩プロデュースのミニアルバム「光-HIKARI-」でデビュー。
2002年 - 斉藤光浩主宰のレーベルPHANTOM DISCから「変身」リリース。
2004年 - switch VOCAL CD Vol．1「come up smiling」衛藤快（CV：福山潤）で作曲家としてデビュー。
2008年 - TVアニメ「BUS GAMER（ビズゲーマー）」EDテーマ「Train」作曲。

## ディスコグラフィー
moopie
1. BLITZ・PIA RECORDS SELECTION FROM BLITZ NEWCOMER CARNIVAL 1998‐1999 収録曲「宇宙船」（1999年）
2. 「光-HIKARI-」（2000年）
3. 「変身」（2002年）
4. 「POWER」（2005年）
5. 「メモリーズ」（2007年）
6. 「mother」（2009年）

## 楽曲提供
- Xbox Project Gotham Racing® 2（プロジェクトゴッサム） 挿入歌「鹿児島」/moopie（作詞作曲）
- PlayStation 2 THE 呪いのゲーム エンディングテーマ「LOSER」/moopie（作詞作曲）
- 福原和樹 「夕暮れ」「Brand New Day」「未完成」「Faith」（作詞作曲）
- 福山潤 switch VOCAL CD VOL.1「come up smiling」（作曲）
- 中井和哉 switch VOCAL CD VOL.3「Wild beast」（作曲）
- 保志総一朗&平田広明 最遊記RELOAD GUNLOCK Vocal Album vol.1「roost」（作曲）
- 関俊彦 最遊記RELOAD SANZO'S SONG COLLECTION「call」（作曲）
- 中河内雅貴 Stand Up!「僕がいる」（作曲）
- 中河内雅貴 「Sun will shine away」（作曲）
- BUS GAMER エンディングテーマ「Train」（作曲）
- BUS GAMER ボーカルファイル「Real」TEAM『AAA（ノーネーム』（CV：鈴村健一、諏訪部順一、高橋広樹）（作曲）
- BUS GAMER ボーカルファイル「Crow」中条伸人（CV：諏訪部順一）（作曲）